# Kiyoshi Hasegawa (malarz)
Kiyoshi Hasegawa (jap. 長谷川 潔 Hasegawa Kiyoshi); ur. 9 grudnia 1891, zm. 13 grudnia 1980 – japoński malarz i drzeworytnik.
Urodził się w Jokohamie, w rodzinie bogatego bankiera. Otrzymał staranną edukację, obejmującą naukę kaligrafii, klasycznej literatury i malarstwa. Studiował u Seikiego Kurody, Takejiego Fujishimy i Saburōsuke Okady. Zajął się drzeworytnictwem i był członkiem założycielem japońskiego stowarzyszenia artystów grafików, które w 1916 roku zorganizowało swoją pierwszą wystawę. W 1918 roku udał się w podróż do Stanów Zjednoczonych, a rok później wyjechał do Paryża, gdzie osiadł na stałe. Nigdy już nie wrócił do Japonii. Wystawiał swoje prace w Salonie Jesiennym. Tworzył serie czarno-białych grafik, posługując się techniką mezzotinty.
Odznaczony został Legią Honorową (1935) oraz Orderem Sztuki i Literatury (1966).